# Остоич, Милица
Ми́лица Осто́ич (серб. Милица Остојић / Milica Ostojić; 16 октября 1991, Белград) — сербская пловчиха, выступала за национальную сборную Сербии по плаванию в конце 2000-х — начале 2010-х годов. Участница летних Олимпийских игр в Пекине, участница Средиземноморских игр и чемпионатов Европы, победительница и призёрка многих первенств национального значения в плавании вольным стилем.

## Биография
Милица Остоич родилась 16 октября 1991 года в Белграде. Активно заниматься плаванием начала с раннего детства, в разное время проходила подготовку в столичных спортивных клубах «Црвена Звезда», «Партизан», «Белград». Специализировалась на плавании вольным стилем.
Дебютировала на международном уровне уже в 2003 году на открытом первенстве Словении. В 2005 году вошла в состав сборной команды Сербии и Черногории, выступила на Европейском юношеском Олимпийском фестивале в Италии. Год спустя отметилась выступлениями на турнире «Олимпийские надежды» и на чемпионате Европы среди юниоров в Антверпене.
Благодаря череде удачных выступлений Остоич удостоилась права защищать честь страны на летних Олимпийских играх 2008 года в Пекине, причём являлась самой молодой представительницей сербской сборной по плаванию — на тот момент ей было только шестнадцать лет. Стартовала здесь в плавании на 200 метров вольным стилем по второй дорожке в первом предварительном заплыве. Показанного времени 2.03,19 оказалось недостаточно для попадания в полуфинальную стадию. В итоговом протоколе соревнований она расположилась на 40 строке.
После пекинской Олимпиады Милица Остоич осталась в основном составе плавательной команды Сербии и продолжила принимать участие в крупнейших международных соревнованиях. Так, в 2009 году она представляла страну на Средиземноморских играх в Пескаре и на чемпионате Европы на короткой воде в Стамбуле. В следующем сезоне, помимо прочего, выступала на европейском первенстве в Будапеште. Последний раз показала сколько-нибудь значимые результаты на международной арене в сезоне 2012 года, когда выступала на зимнем первенстве Сербии среди кадетов и юниоров, а также побывала на международном турнире в Боснии и Герцеговине. Вскоре по окончании этих соревнований приняла решение завершить карьеру профессиональной спортсменки, уступив место в сборной молодым сербским пловчихам.